# Rhaphiptera elegans
Rhaphiptera elegans là một loài bọ cánh cứng trong họ Cerambycidae.